# اتحاد دموکراتیک ملی (سودان)
اتحاد دموکراتیک ملی گروهی متشکل از ۱۳ حزب سیاسی است که در ۱۹۸۹ در مخالفت با نظام جدید عمر حسن البشیر که بر اثر کودتا سر کار آمده بود شروع به کار کرد. در ۱۸ ژوئن ۲۰۰۵ این اتحاد پس از پایان جنگ داخلی دوم سودان در ۹ ژانویه ۲۰۰۵ توافق‌نامه‌ای با دولت سودان امضا کرد.
شورای رهبری اتحاد دموکراتیک ملی از سازمان‌های زیر تشکیل می‌شود.
1. حزب یونیونیست دموکراتیک
2. حزب امت
3. جنبش آزادی‌بخش خلق سودان و ارتش آزادی‌بخش خلق سودان (اسم یک گروه است)
4. اتحاد احزاب آفریقای جنوبی
5. حزب کمونیست سودان
6. شورای عمومی فدراسیون‌های اتحادیه‌های کارگری
7. فرمان قانونی نیروهای مسلح سودان
8. کنگرهٔ بژا
9. نیروهای متحد سودان
10. اتحاد دموکراتیک فدرال
11. انجمن شیرهای آزاد
12. حزب سوسیالیست بعث عرب
13. آمار ملی مستقل
14. نمایندهٔ مناطق آزاد شده
15. حزب ملی سودان